# .se
.se là tên miền Internet cấp quốc gia (ccTLD) của Thụy Điển do NIC-SE quản lý.
Trước tháng 4 năm 2003, tên miền .se có quy tắc rất hạn chế. Chỉ những công ty cấp quốc gia được đăng ký tên miền thẳng dưới.se, và tên miền đó phải rất giống tên chính thức của công ty. Các dự án và sản phẩm riêng không được tên miền riêng, dù mà nó đã là nhãn hiệu đăng ký. Cá nhân chỉ được đăng ký một tên miền với hậu tố.pp.se ("pp" viết tắt của privatperson, "tư nhân"), và những công ty và tổ chức chỉ đăng ký ở một tỉnh (län) được đăng ký tên miền với hậu tố chữ tỉnh.se. Các quy tắc hạn chế này làm cho người và tổ chức Thụy Điển hay đăng ký dưới những tên miền khác, nhất là .nu và .com.
Các quy tắc mới để cho mọi công ty, tổ chức, hay cá nhân đăng ký nhiều tên miền, không còn nhiều hạn chế. Vào tháng 10 năm 2003, NIC-SE bắt đầu nhận đăng ký những tên miền quốc tế hóa (IDN) có chữ å, ä, ö, ü, và é.